# 仙台つーしん
仙台つーしんは宮城県仙台市の情報ウェブサイトおよび地域メディア。仙台市外（宮城県）の情報も豊富で、富谷市や名取市などの情報も発信。地域メディアとして地元テレビ局や新聞などへの出演も多くみられる。

## 概要
仙台市周辺の身近な情報について、複数のライターが投稿する情報サイトである。2017年の開設以来毎日14時更新を続けており、2019年末に100万PVを達成した。その後も順調に読者を獲得し、2022年現在月間PVは役450万PVである。
2020年7月1日にサイトのリニューアルを行っている。
2020年は、月間平均約158万PV、月間平均約350万PVとなっている。
2023年（3月現在）は、月間平均約500万PV、Twitterのフォロワー数は現在12万人、Instagramのフォロワー数は現在4万4千人となっている。

## 主なライター
- せんだーい：企業コラボレーションやケヤッキー関連、不動産情報などを中心に取り上げる。
- ずんだ：Twitterでのアンケートまとめや開店閉店情報を中心に取り上げる。自身のYouTubeチャンネルでの発信も行っている[3]。
- nitta：仙台でのイベント情報を中心に取り上げる。
- ASUFA：スイーツや水族館など、若者向けの記事を中心に取り上げる他、宮城県警察公開の交通取締り情報なども記載する。

## 主要コンテンツ

### 仙台のグルメ
仙台の飲食店に関する情報や珍しい食べ物や話題のグルメについてを掲載する。

### 仙台の開店・閉店
ほぼ毎日更新される、仙台近郊の開店・閉店情報を記載する。

### 仙台のイベント
仙台で行われる各種イベントの詳しい情報やグルメイベント、催事情報、公園イベントなどを記載する。

### 仙台の話題
テレビ・新聞・twitterなどで話題となった仙台の情報をまとめて記載する。速報性の高い情報発信を誇る。

### 仙台の名所
仙台近郊の観光名所の四季ごとの情報を記載する。

### 仙台のちょっと役立つ情報
仙台の不動産情報や家賃相場、twitterでのアンケートによる宮城県民の生活調査などの情報が載っている。

### ケヤッキー
おいでよ宮城とタッグを組んで宮城のゆるキャラケヤッキーの企画、運用をしている。
2021年は『きっこうちゃん』とのコラボや『パルコアラ』とのコラボも実現している。